# ويليام فاولر براون جونيور
ويليام فاولر براون جونيور (بالإنجليزية: William Fuller Brown, Jr.)‏ هو فيزيائي ومهندس أمريكي، ولد في 21 أكتوبر 1904 في ليون ماونتين (نيويورك) في الولايات المتحدة، وتوفي في 1983 في سانت بول في الولايات المتحدة.